# Korg x3

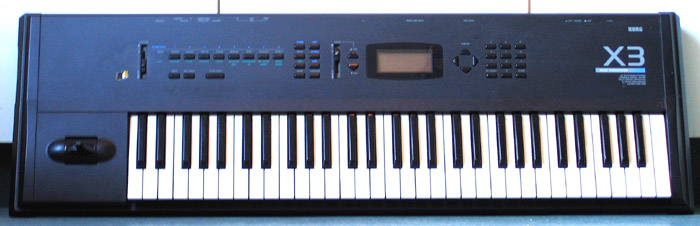
Korg X3

Korg X3 – syntezator produkowany przez firmę Korg od roku 1993.
Syntezator X3 posiada 200 brzmień (PROG), 200 brzmień COMBI, 32-głosową polifonię, a 16-ścieżkowy sekwencer pozwala zapisać 32000 nut, 100 patternów i 10 utworów. Syntezator ten wyposażony jest w 3.5-calowy napęd dyskietek (DD), pozwalający zapisywać przygotowane utwory w formacie własnym oraz w standardzie MIDI, a także zachowywać ustawienia instrumentu.
Wiele próbek brzmień pochodzi z wcześniejszych wersji syntezatora, serii T3 i 01/W. Syntezator X3 posiada 339 wbudowanych próbek brzmień zapisanych w 6MB pamięci ROM. Porównując do wcześniejszych wersji syntezatorów, firma Korg poprawiła niektóre brzmienia (np. Organs czy Strings).
Starając się ulepszyć legendarne już brzmienia fortepianu z syntezatora M1, firma Korg zaproponowała nieco inne jego brzmienia w syntezatorze X3, które wedle opinii wielu wcale nie okazały się lepsze. Ostatecznie, w późniejszych wersjach syntezatorów (X5D) firma KORG powróciła do klasycznych już brzmień fortepianu syntezatora M1.